# Sent Sulpici e Camairac
Sent Sulpici e Camairac (en francès Saint-Sulpice-et-Cameyrac) és un municipi francès situat al departament de la Gironda i a la regió de la Nova Aquitània.

## Demografia
| 1962                                       | 1968  | 1975  | 1982  | 1990  | 1999  | 2007  |
| ------------------------------------------ | ----- | ----- | ----- | ----- | ----- | ----- |
| 1.142                                      | 1.406 | 1.936 | 3.215 | 3.520 | 3.932 | 4.235 |
| Des de 1962: població sense dobles comptes |       |       |       |       |       |       |

## Administració
| Període | Identitat       | Partit |
| ------- | --------------- | ------ |
| 2008-   | Claude Pulcrano |        |